# Joshua Clottey
Joshua Clottey est un boxeur ghanéen né le 6 octobre 1977 à Accra.

## Carrière
Champion d'Afrique des poids welters en 2001, il confirme en battant Didier Mebara et obtient une première chance mondiale en affrontant Antonio Margarito pour le titre WBO de cette catégorie le 2 décembre 2006 mais il est battu aux points.
La seconde tentative est la bonne : le 2 août 2008, Clottey décroche la ceinture IBF laissée vacante par Margarito en battant Zab Judah aux points, le combat étant arrêté à la suite d'une blessure involontaire à l'œil de l'Américain à la 9e reprise.
Le 16 avril 2009, il doit à son tour laisser cette ceinture vacante pour pouvoir affronter Miguel Angel Cotto, titre WBO des welters en jeu. Le combat a lieu le 13 juin 2009 au Madison Square Garden de New York et Clottey s'incline aux points par décision partagée. Il s'incline également aux points le 13 mars 2010 face à Manny Pacquiao au Cowboys Stadium de Dallas devant 50 000 spectateurs.